# Ixora reticulata
Ixora reticulata är en måreväxtart som först beskrevs av Carl Ludwig von Blume, och fick sitt nu gällande namn av Jacob Gijsbert Boerlage. Ixora reticulata ingår i släktet Ixora och familjen måreväxter. Inga underarter finns listade i Catalogue of Life.